# Deicidio
Il deicidio è il termine col quale si indica il concetto dell'uccisione di un dio.
Il concetto è stato usato nell'ambito della religione cristiana e di uno studio psicoanalitico di Ignacio Matte Blanco sull'arte e sulla creatività, ma si incontra anche in molti sensi figurati, ad esempio in letteratura.

## Il deicidio nella religione cristiana
In ambito cristiano per deicidio si intende impropriamente indicare il reato di cui gli uomini si macchiarono nell'uccisione di Gesù, figlio di Dio fattosi uomo per salvare l'umanità, anche se il termine non fa parte del vocabolario teologico. I Vangeli attribuiscono al Sinedrio, al procuratore romano Ponzio Pilato ed agli abitanti di Gerusalemme la responsabilità della crocefissione e della morte di Gesù.

### Teologia cattolica
Il termine "deicidio" non fa parte della teologia cattolica, ed il suo utilizzo ha più una connotazione antigiudaica che teologica.
Nella tradizione teologica cattolica infatti Dio è immortale e immutabile, cioè non soggetto a cambiamenti.
Pertanto Gesù Cristo, "immortale e impassibile secondo la divinità, Egli si fece passibile e mortale secondo l'umanità" (Concilio Lateranense IV, canone I).
La cosiddetta "comunicazione delle proprietà" (communicatio idiomatum) non permette l'applicazione di termini concreti alla maestà divina in proposizioni quali "Dio in quanto Dio ha sofferto" o "Dio è morto", tantomeno "Dio è stato ucciso" (vedi patripassianesimo).
Per quanto riguarda la morte di Gesù, la teologia cattolica, sulla base di Paolo di Tarso, considera gli uomini peccatori complessivamente responsabili, come ad esempio riportato nel catechismo del concilio di Trento (1545):
(art 63 s:Catechismo del concilio di Trento/Parte I/Articolo 4#59 La morte di Cristo fu volontaria)
(art 62.)

## Sviluppi
L'accusa è stata uno dei principali motivi di distanza fra le religioni interessate, ed è stata addotta a vario titolo come asserita ragione, a titolo di responsabilità collettiva, di un trattamento differenziale in qualche modo risarcitorio, se non proprio punitivo, nei confronti degli Ebrei; se ne trasse reiterato spunto ad esempio nell'esercizio del potere temporale del papato, per introdurre misure restrittive anche della libertà personale (con la creazione dei ghetti), azioni per la conversione forzosa (affidate all'Inquisizione) e consentendo di fatto la commissione di violenze fisiche e psicologiche da parte dei cristiani. Si applicava il principio della responsabilità dei discendenti per le colpe dei padri, dimenticando il dettato Biblico sull'argomento.
Nel XX secolo, dopo che l'argomento affiorò anche a margine della Shoah, la questione è stata riesaminata alla luce dei mutamenti culturali intervenuti.
Uno degli elementi presentati per contestare l'accusa segnala la possibilità che gli Ebrei siano stati mero strumento e che la morte del Cristo sia stata effetto cercato dello stesso disegno divino. Una lettura critica del Nuovo Testamento evidenzia ad esempio, secondo alcuni, che Gesù si sarebbe volontariamente consegnato al Sinedrio di Gerusalemme per farsi uccidere e poi risorgere.
(Matteo 16:21,23)
Secondo alcune visioni, quindi, poiché Gesù stesso si sarebbe volontariamente consegnato al Sinedrio con il preciso scopo di farsi uccidere e poi risorgere, il Sinedrio e gli abitanti di Gerusalemme (presunti mandanti) non potrebbero più essere considerati i suoi assassini, ma dovrebbero essere considerati, insieme ai soldati ebrei e romani (gli esecutori), coloro i quali avrebbero involontariamente collaborato insieme a Gesù alla salvezza dell'Umanità.
Solo alla fine del XX secolo la Chiesa Cattolica iniziò ad assumere un atteggiamento di apertura verso gli Ebrei. Il Concilio Vaticano II (ottobre 1965) abolì con il decreto "Nostra Aetate" la definizione di Ebrei deicidi.
Il percorso verso una riconciliazione tra le due religioni, non sgradito agli Ebrei, è proseguito con papa Giovanni Paolo II che è stato il primo pontefice a visitare una sinagoga (13 aprile 1986) ed a riconoscere ufficialmente il moderno stato d'Israele (30 dicembre 1993).

## Nelle mitologie
- Mitologia egizia

Set uccise Osiride, che fu in seguito resuscitato da Iside. In fonti greche, Tifone sostituisce Set come assassino.
- Mitologia greca

L'Ofiotauro era una creatura le cui viscere avrebbero conferito il potere di sconfiggere gli dei a chiunque li avesse bruciati. I titani tentarono di usarli contro gli dei dell'Olimpo.
Dopo aver appreso che i suoi figli erano destinati a usurparlo, Crono divorò i suoi figli. Tuttavia, i suoi figli furono successivamente liberati da Zeus.
- Mitologia nordica

Loki indusse Höðr a uccidere Baldr.
Váli vendicò la morte di Baldr uccidendo Höðr.
La maggior parte delle figure principali della mitologia muore nel Ragnarök. Secondo il Gylfaginning, Jörmungandr uccide Thor avvelenandolo, Fenrir uccide Odino, mentre Heimdallr e Loki si uccidono a vicenda.
- Mitologia giapponese

Izanami morì dando alla luce il dio del fuoco Kagutsuchi.
Il padre di Kagutsuchi, Izanagi, decapitò Kagutsuchi per il dolore.
- Buddismo

I crimini elencati nell'Anantarika-karma includono l'uccisione di un Arhat e lo spargimento del sangue di un Buddha.
Devadatta e Ajātashatru hanno tentato di uccidere il Buddha Gautama.
- Mitologia hawaiana

Lanikaula, un profeta, uccide i seguaci del dio imbroglione Pahulu su Lanai.
- Mitologia azteca

Tezcatlipoca ingannò il suo rivale Quetzalcoatl a bere troppo e ad arrendersi. Quetzalcoatl, in seguito, si arse a morte per la vergogna.

## Nella musica
La parola e il concetto di deicidio è stato utilizzato più volte all'interno dei testi della band death metal Deicide, che significa in lingua inglese appunto deicidio.